# Divrigi
Divrigi (em turco: Divriği) ou Tefrique (em grego: Τεφρική; romaniz.: Tephrike) é uma cidade e distrito da província de Sivas, região da Anatólia Central, Turquia. Fica num declive suave na margem sul do rio Çaltısuyu, um afluente do Rio Cara Su. O distrito tem 2 632 km² de área e em dezembro de 2021 tinha 16 177 habitantes (densidade: 6,1 hab./km²), dos quais 10 748 na cidade.

## História
Durante o período bizantino a cidade, então chamada Tefrique, era uma fortaleza importante para os dualistas hereges armênios paulicianos. Seu líder, Carbeas, fundou-a cerca de 850, e os seguidores de Paulo a fortificaram usando-a como refúgio e capital de seu estado semi-independente durante o século IX. A fortaleza foi capturado pelo Império Bizantino durante o reinado do imperador Basílio I, o Macedônio (r. 867–886), foi temporariamente chamada Leontócome (em honra a Leão VI, o Sábio) e transformada num tema.
No início do século XI, a cidade era parte do território dado ao rei armênio Senequerim-João em troca de suas terras em Vaspuracânia.  Por volta de 1071, após a batalha de Manzicerta, a área foi conquistada pelo bei seljúcida Mengujeque Gazi. Um castelo medieval, com a maior parte construída a partir do século XIII, existe no topo de uma colina íngreme com vista para a cidade.

## Sítio do Patrimônio Mundial
A Grande Mesquita e Hospital de Divrigi (em turco: Divriği Ulu Cami ve Darüşşifa) é um conjunto arquitetónico constituído por uma mesquita ornamentada e decorada e um hospital psiquiátrico construídos em 1228-1229 em Divrigi. O arquitecto foi Hürremshah de Aquelate. A mesquita foi mandada construir pelo emir Amade Xá (r. 12271251), o governante do ramo de Divrigi do Beilhique de Mengujeque. O hospital foi iniciativa de Turã Malique (Ma1ikaturan Malik), esposa do emir, e foi construído ao mesmo tempo.
O conjunto foi classificado como Patrimônio Mundial pela UNESCO em 1985, devido à excelência das esculturas e arquitetura de ambos os edifícios. O conjunto é considerado uma das mais importantes obras de arquitectura medieval na Anatólia. De particular destaque são os relevos geométricos e florais na porta principal. As inscrições apresentam orações ao sultão de Rum Caicobado I.